# Орочонский автономный хошун
Орочонский автономный хошун (кит. упр. 鄂伦春自治旗, пиньинь Èlúnchūn zìzhìqí, палл. Элуньчунь цзычжицюй; мон.: ᠣᠷᠴᠣᠨ ᠤ ᠥᠪᠡᠷᠲᠡᠭᠡᠨ ᠵᠠᠰᠠᠬᠤ ᠬᠣᠰᠢᠭᠤ Orčon-u öbertegen jasaqu qosiɣu; мон.кир.: Орчон өөртөө засах хошуу;) — автономный хошун в городском округе Хулун-Буир, Внутренняя Монголия, Китай.

## История

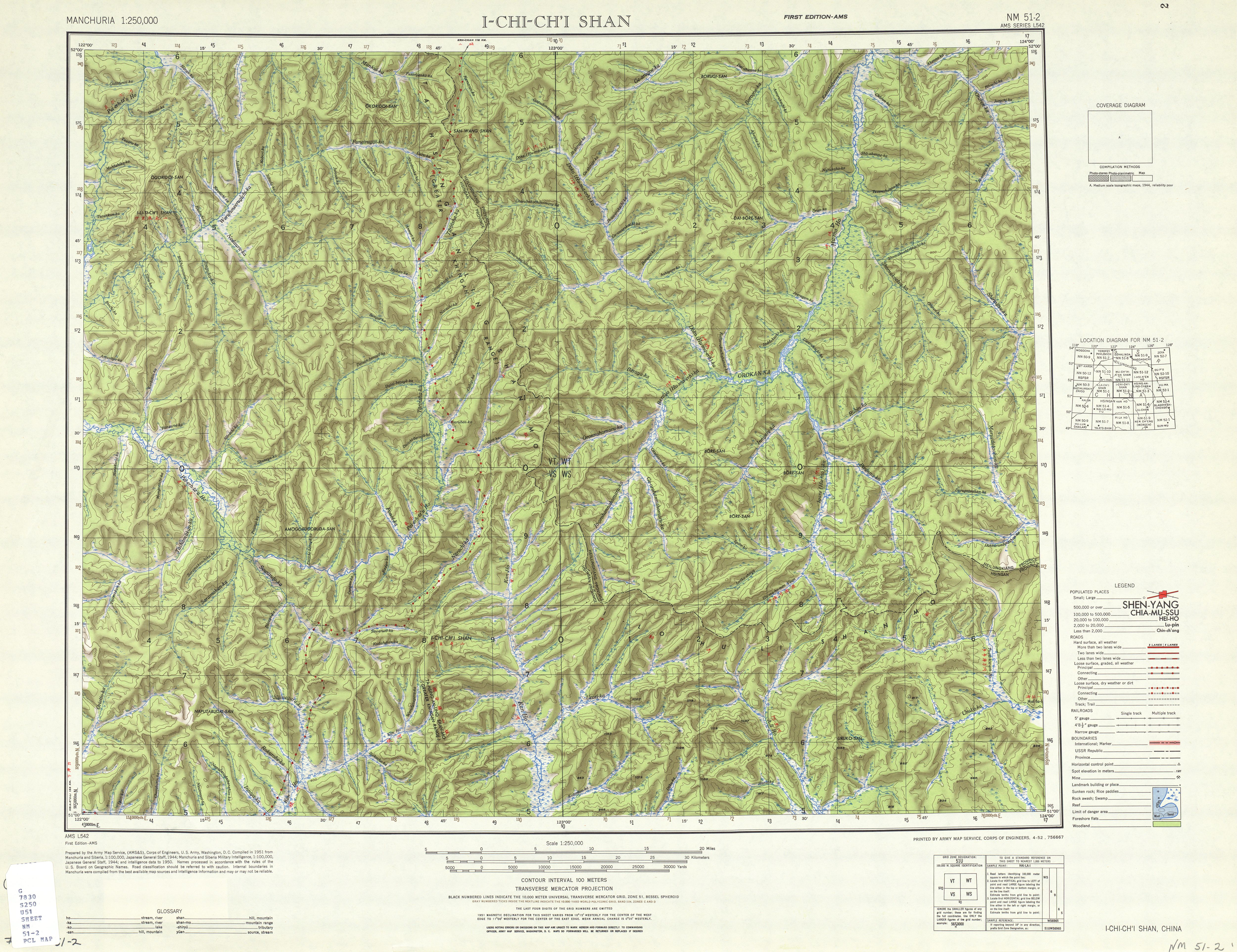
Карта, включающая часть Орочонского автономного хошуна (Армейский картографический сервис, 1951 г.)

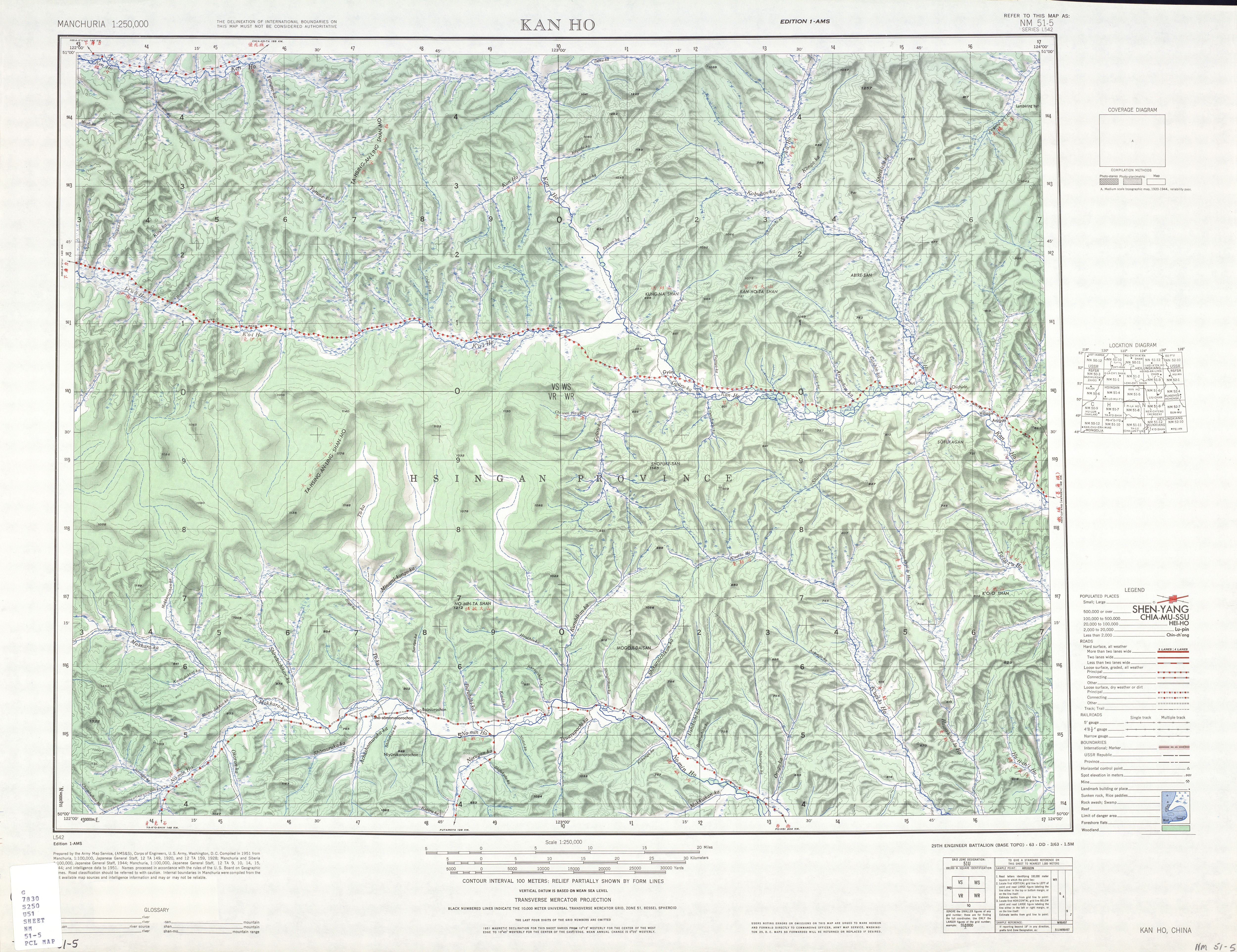
Карта, включающая часть Орочонского автономного хошуна (Армейский картографический сервис, 1951 г.)

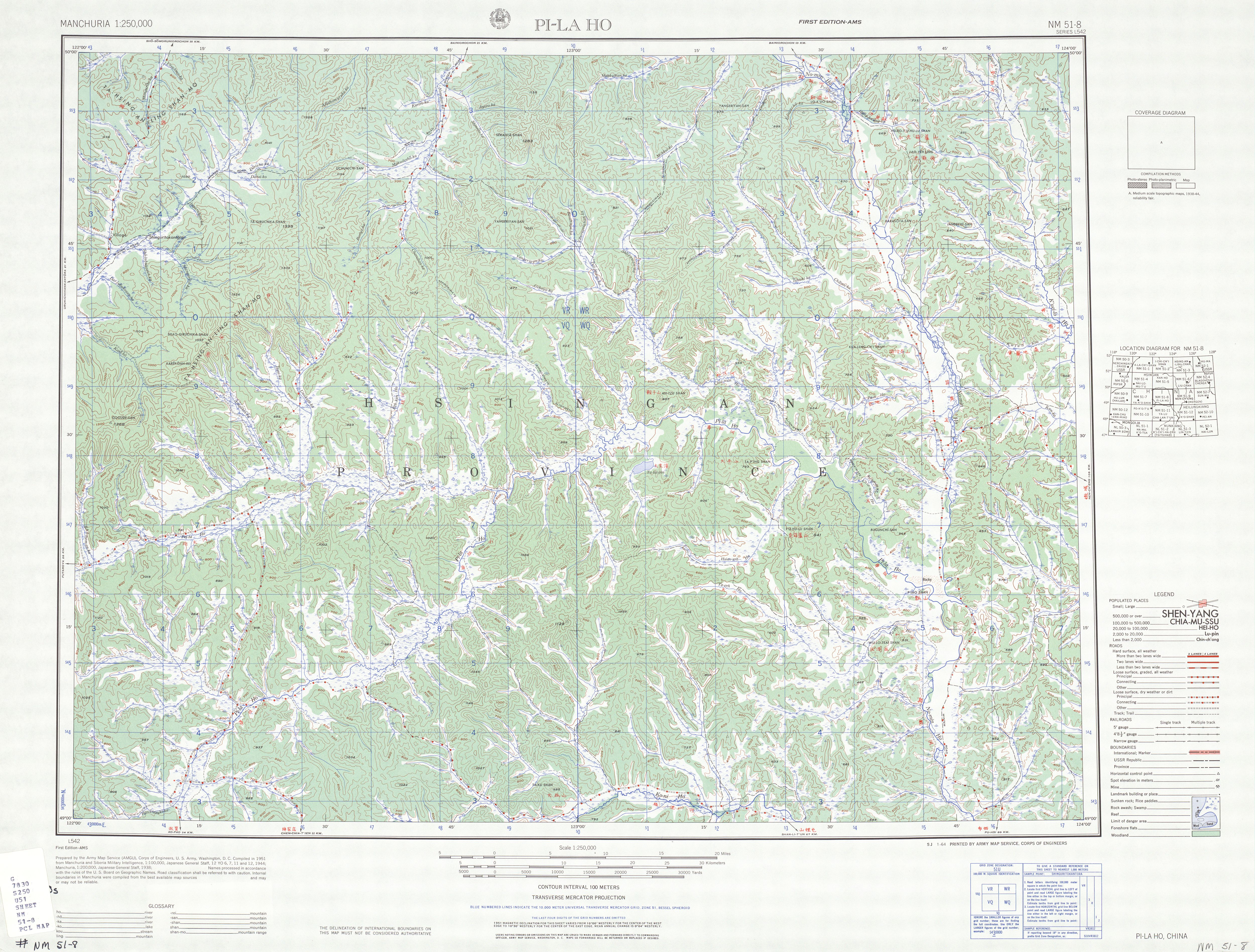
Карта, включающая часть Орочонского автономного хошуна (Армейский картографический сервис, 1951 г.)

В 1951 году четыре сомона из состава хошуна Морин-Дава-Ци были выделены в отельный хошун Элуньчунь-Ци (鄂伦春旗, Орочонский хошун), подчинённый аймаку Хуна. В 1952 году Орочонский хошун был переименован в Орочонский автономный хошун. В 1953 году восток Внутренней Монголии был выделен в особую административную единицу, и автономный хошун вошёл в её состав. В 1954 году от особого статуса восточной части Внутренней Монголии было решено отказаться, а на территориях бывших аймаков Хуна и Хинган был образован аймак Хулун-Буир, в состав которого был включён и Орочонский автономный хошун.  В 1969 году автономный хошун вместе с аймаком перешёл в состав провинции Хэйлунцзян, а в апреле 1970 года был выделен из состава аймака и переведён в состав округа Да-Хинган-Лин; в 1979 — вернулся вместе с аймаком в состав Внутренней Монголии (при этом районы Джагдачи и Сунлин остались в подчинении властям округа Да-Хинган-Лин провинции Хэйлунцзян). В 2001 году аймак Хулун-Буир был преобразован в городской округ.

## Административное деление
Хошун делится на 8 посёлков и 2 волости.

## Национальный состав (2000)
| Народ     | Численность | Доля    |
| --------- | ----------- | ------- |
| Китайцы   | 257 861     | 88,28 % |
| Монголы   | 12 045      | 4,12 %  |
| Маньчжуры | 8 743       | 2,99 %  |
| Дауры     | 6 379       | 2,18 %  |
| Эвенки    | 3 155       | 1,08 %  |
| Орочоны   | 2 050       | 0,7 %   |
| Хуэйцзу   | 1 038       | 0,36 %  |
| Корейцы   | 633         | 0,22 %  |
| Сибо      | 54          | 0,02 %  |
| Русские   | 37          | 0,01 %  |
| Прочие    | 102         | 0,04 %  |